# ラウラ・フライガング
ラウラ・フライガング（ドイツ語: Laura Freigang、1998年2月1日 - ）は、ドイツの女子サッカー選手。ポジションは攻撃的MF、FW。ドイツ代表。

## 来歴
FSVオッペンハイムでサッカーを始めた。2011年に家族の転勤でキールに移住し、ホルシュタイン・キールに加入する。2012年にB-ジュニア女子ブンデスリーガで初出場した。2013-14年シーズンには15ゴールを記録し、地域5位の得点者となった。
2014年にラインラント＝プファルツ州に戻り、TSV ショットマインツに移籍した。2016年にペンシルベニア州立大学に入学。2018年にFFC フランクフルトに入団した。

## プレースタイル
FFC フランクフルトでは攻撃的MFとして起用され、マンマークに強い相手ディフェンスを剥がす能力に長けている。相手ボックス内では相手ディフェンスから離れ、フリーにスペースを見つけて得点に関与する。